# تپه بالوجه
تپه بالوجه مربوط به سده‌های اولیه دوران‌های تاریخی پس از اسلام است و در شهرستان میانه، بخش کندوان، دهستان کندوان، ۱ کیلومتری شمال غربی روستای بالوجه واقع شده و این اثر در تاریخ ۲۷ اسفند ۱۳۸۶ با شمارهٔ ثبت ۲۲۲۸۲ به‌عنوان یکی از آثار ملی ایران به ثبت رسیده است.